# Borys Eitingon
Borys Eitingon (1877 w Orle lub Orszy, zm. 6 lipca 1932 w Wiedniu) – łódzki fabrykant pochodzenia żydowskiego, brat bliźniak Nahuma Eitingona.

## życiorys
Jego ojciec był kupcem, prowadzącym interesy w Moskwie i Orszy. Borys Eitingon w młodości odebrał zarówno wykształcenie świeckie, jak i uczył się w chederze. Po zakończonej edukacji, początkowo pracował w przedsiębiorstwie handlowym swojego ojca oraz prowadził firmę handlową w Moskwie.
Po przybyciu do Łodzi, pracował w firmie „Stiller i Bielszowski”. W 1903 usamodzielnił się i z Dyninem założył własną fabrykę wyrobów włókienniczych. Przedsiębiorstwo rozwijało się intensywnie do I wojny światowej, po której wybuchu je zamknął i wyjechał z rodziną do Moskwy, gdzie założył nowe przedsiębiorstwa włókiennicze i futrzane. W wyniku rewolucji październikowej powrócił w 1919 roku do Łodzi, inwestując zdobyty w Rosji majątek w fabrykę Towarzystwa Akcyjnego „Winkler, Gaertner, Borman”, tworząc spółkę firmową i rozpoczynając wraz z bratem, Nahumem, produkcję tkanin bawełnianych w ramach firmy „N. Eitingon i S-ka”, w której Borys został wiceprezesem. Bracia sprowadzili do fabryki maszyny i rozwinęli produkcję, stając się prężnie rozwijającym przedsiębiorstwem. W 1922 została przekształcona Włókienniczą Spółkę Akcyjną „N. Eitingon i Ska” o kapitale 100 milionów marek polskich. W 1926 spółka Eitingonów przejęła przędzalnię bawełny Bera Wachsa, a w 1927 także Zygmunta Richtera, osiągając w 1928 kapitał akcyjny o wartości 10 mln zł i zatrudniając około 1100 robotników.
Poza prowadzeniem z bratem fabryki włókienniczej Eitingon był również radcą Izby Przemysłowo-Handlowej, prezesem Łódzkiego Banku Depozytowego, członkiem Agencji Żydowskiej, założycielem i prezesem Zarządu i członkiem honorowym Stowarzyszenia Kupców miasta Łodzi, współtwórcą łódzkiej Izby Przemysłowo-Handlowej oraz kartelu przędzalniczego, w którym pełnił funkcję członka zarządu, był członkiem zarządu Zrzeszenia Producentów Przędzy Bawełnianej w Polsce, prezesem zarządu Łódzkiego Żydowskiego Towarzystwa Opieki nad Sierotami, członkiem Łódzkiego Automobil-Klubu, a także członkiem Łódzkiego Towarzystwa Pielęgnacji Chorych „Bikur Cholim”. Był także propagatorem rozwoju Gdyni i jej portu, przez który drogą morską sprowadzał bawełnę do Łodzi.
Borys Eitingon wiosną 1932 wyjechał do Wiednia w związku z zaleceniem mu przez lekarza kuracji zdrowotnej, podczas której zmarł 6 lipca 1932 roku. Został pochowany na starym cmentarzu żydowskim w obrębie Cmentarza Centralnego w Wiedniu.
Po jego śmierci, w latach 30. XX w. rodzinna firma przejęła pabianickie przedsiębiorstwo Rudolfa Kindlera, osiągając w 1935 kapitał akcyjny o wartości 18 mln zł i zatrudniając około 3,5 tysiąca robotników, będąc jednocześnie 4 koncernem na polskim rynku włókienniczym pod względem wartości produkcji. Po wybuchu II wojny światowej przedsiębiorstwo Eitingonów zostało przejęte przez Niemców, a po wojnie przekształcono je w Zakłady Przemysłu Bawełnianego im. Stanisława Dubois.